# Live Era '87-'93
Live Era '87-'93 is een livealbum van de Amerikaanse hardrockband Guns N' Roses, in Nederland uitgebracht op 30 november 1999.

## Geschiedenis
Het album bevat twee cd's met ieder elf liveopnamen (gemaakt tussen 1987 en 1993) van nummers van hun albums Appetite for Destruction, G N' R Lies, Use Your Illusion I en Use Your Illusion II.
Het album bleef in Nederland 16 weken in de Album Top 100 en bleef een week op de 16e positie.

## Tracklist

### Cd 1
| Nr. | Titel                 | Uit                      | Concert                                                                     | Duur  |
| --- | --------------------- | ------------------------ | --------------------------------------------------------------------------- | ----- |
| 01  | Nightrain             | Appetite for Destruction | Las Vegas, 25 januari 1992                                                  | 5:18  |
| 02  | Mr. Brownstone        | Appetite for Destruction | Londen, 31 augustus 1991                                                    | 5:42  |
| 03  | It's So Easy          | Appetite for Destruction | Parijs, 6 juni 1992                                                         | 3:28  |
| 04  | Welcome to the Jungle | Appetite for Destruction | -                                                                           | 5:08  |
| 05  | Dust N' Bones         | Use Your Illusion I      | New York, 16 mei 1991                                                       | 5:05  |
| 06  | My Michelle           | Appetite for Destruction | Londen, 31 augustus 1991                                                    | 3:53  |
| 07  | You're Crazy          | Appetite for Destruction | Tokio, 10 december 1988                                                     | 4:45  |
| 08  | Used to Love Her      | G N' R Lies              | Tokyo, 10 december 1988                                                     | 4:17  |
| 09  | Patience              | G N' R Lies              | 1e helft Mexico, 1993 of Parijs, 13 juli 1993, 2e helft Parijs, 6 juni 1992 | 6:42  |
| 10  | It's Alright          | cover van Black Sabbath  | Houston, 4 september 1992                                                   | 3:07  |
| 11  | November Rain         | Use Your Illusion I      | Tokyo, 22 februari 1992                                                     | 12:29 |

- Opmerking: Op de Japanse versie van Live Era '87-'93 is het nummer "Coma", van Use Your Illusion I, als bonusnummer te vinden op cd 1.

### Cd 2
| Nr. | Titel                     | Uit                      | Concert                    | Duur |
| --- | ------------------------- | ------------------------ | -------------------------- | ---- |
| 01  | Out ta Get Me             | Appetite for Destruction | Londen, 28 juni 1987       | 4:33 |
| 02  | Pretty Tied Up            | Use Your Illusion II     | Tokyo, 22 februari 1992    | 5:25 |
| 03  | Yesterdays                | Use Your Illusion II     | Las Vegas, 25 januari 1992 | 3:52 |
| 04  | Move to the City          | Live ?!*@ Like a Suicide | Tokyo, 22 februari 1992    | 8:00 |
| 05  | You Could Be Mine         | Use Your Illusion II     | Tokyo, 22 februari 1992    | 6:02 |
| 06  | Rocket Queen              | Appetite for Destruction | Las Vegas, 25 januari 1992 | 3:52 |
| 07  | Sweet Child o' Mine       | Appetite for Destruction | Parijs, 6 juni 1992        | 7:52 |
| 08  | Knockin' on Heaven's Door | Use Your Illusion II     | Londen, 20 april 1992      | 7:27 |
| 09  | Don't Cry                 | Use Your Illusion I      | Tokyo, 22 februari 1992    | 4:44 |
| 10  | Estranged                 | Use Your Illusion II     | Tokyo, 22 februari 1992    | 9:52 |
| 11  | Paradise City             | Appetite for Destruction | Las Vegas, 25 januari 1992 | 7:22 |

- Opmerking: De opname van het nummer Knockin' on Heaven's Door is tijdens het concert The Freddie Mercury Tribute. Ter nagedachtenis aan de overleden Queen zanger een paar maanden eerder.

## Musici
Matt Sorum (drummer van 1990 tot 1997) en Gilby Clarke (slaggitarist van 1991 tot 1994) worden in de hoestekst als "additional musicians" (extra muzikanten) aangeduid, terwijl zij een grotere bijdrage aan het album hebben geleverd dan respectievelijk Steven Adler en Izzy Stradlin.
Met behulp van de eerdergenoemde concertdata en de officiële vertrekdata van laatstgenoemden is af te leiden wie op welke nummers speelt.
Vanaf 1990 is pianist Dizzy Reed lid van de band.
- Axl Rose - zang en piano.
- Slash - melodiegitaar.
- Duff McKagan - basgitaar en achtergrondzang.
- Izzy Stradlin - slaggitaar en achtergrondzang (cd 1: nummers 2, 5, 6, 7 en 8, cd 2: nummer 1).
- Gilby Clarke - slaggitaar en achtergrondzang (cd 1: nummers 1, 3, 4, 9, 10 en 11, cd 2: nummers 2 t/m 11).
- Steven Adler - drums en percussie (cd 1: nummers 7 en 8, cd 2: nummer 1).
- Matt Sorum - drums, percussie en achtergrondzang (cd 1: nummers 1 t/m 6 en 9 t/m 11, cd 2: nummers 2 t/m 11).
- Dizzy Reed - keyboard, piano en synthesizer (cd 1: nummers 1 t/m 6 en 9 t/m 11, cd 2: nummers 2 t/m 11).
- Teddy Andreadis - harmonica, percussie, keyboard en achtergrondzang (cd 1: nummers 1 t/m 6 en 9 t/m 11, cd 2: nummers 2 t/m 11)